# Temporada de Formula V8 3.5 de 2016
A Temporada de Formula V8 3.5 de 2016 é a primeira da história da categoria (contabilizando as edições da World Series by Renault/Nissan e da Eurocup 2.0, é a trigésima edição). Teve início no dia 16 de abril em Barcelona, mesmo local da etapa de encerramento, entre os dias 5 e 6 de novembro.

## Equipes e pilotos participantes
| Equipe                | No. | Piloto              | Status | Rodadas duplas |
| --------------------- | --- | ------------------- | ------ | -------------- |
| Fortec Motorsports    | 1   | Louis Delétraz      | R      | Todas          |
| Fortec Motorsports    | 2   | Pietro Fittipaldi   | R      | Todas          |
| Lotus                 | 3   | René Binder         |        | Todas          |
| Lotus                 | 4   | Roy Nissany         |        | Todas          |
| Arden Motorsport      | 7   | Egor Orudzhev       |        | Todas          |
| Arden Motorsport      | 8   | Aurélien Panis      |        | Todas          |
| AVF                   | 15  | Alfonso Celis Jr.   |        | Todas          |
| AVF                   | 16  | Tom Dillmann        |        | Todas          |
| Comtec Racing         | 17  | Thomas Randle       | R      | 8–9            |
| Durango Racing Team   | 20  | Giuseppe Cipriani   | R      | Todas          |
| RP Motorsport         | 21  | Johnny Cecotto, Jr. |        | 1–3            |
| RP Motorsport         | 21  | Artur Janosz        | R      | 4              |
| RP Motorsport         | 21  | Marco Bonanomi      |        | 6              |
| RP Motorsport         | 21  | William Buller      |        | 7              |
| RP Motorsport         | 21  | Jack Aitken         |        | 8–9            |
| RP Motorsport         | 22  | Vitor Baptista      | R      | 1–8            |
| SMP Racing            | 23  | Matthieu Vaxivière  |        | Todas          |
| SMP Racing            | 24  | Matevos Isaakyan    | R      | 1–4, 6, 8–9    |
| Teo Martín Motorsport | 25  | Yu Kanamaru         |        | Todas          |
| Teo Martín Motorsport | 26  | Beitske Visser      |        | Todas          |

| Ícone | Descrição                |
| ----- | ------------------------ |
| R     | Rookie da temporada 2016 |